# Shari Headley
Shari Headley (ur. 15 lipca 1964 w Nowym Jorku) – amerykańska aktorka.

## Filmografia
- 1988 – Książę w Nowym Jorku (Coming to America) jako Lisa McDowell
- 1989 – Kojak: Ariana jako Trish Van Hogan
- 1990 – Kojak: Trzeba być ślepym (Kojak: None So Blind) jako Trish
- 1996 – Żona pastora (The Preacher's Wife) jako Arlene Chattan
- 1997 – Kobieta jak ta (A Woman Like That)
- 2004 – Wakacje rodziny Johnsonów (Johnson Family Vacation) jako Jacqueline
- 2007 – Nothing Is Private jako pani Bradley
- 2008 – Belly 2: Millionaire Boyz Club jako Alexis
- 2010 – Zakochana złośnica (10 Things I Hate About You) jako Marcheline
- 2011 – A Talent for Trouble jako dr Virginia Davis
- 2013 – Act Like You Love Me jako Tianna
- 2015 – Ex-Free jako Wendy
- 2018 – Gęsia skórka 2 (Goosebumps 2: Haunted Halloween) jako Pani Carter
- 2021 – Książę w Nowym Jorku 2 (Coming 2 America) jako Lisa McDowell